# Vriesea werckleana
Vriesea werckleana är en gräsväxtart som beskrevs av Carl Christian Mez. Vriesea werckleana ingår i släktet Vriesea och familjen Bromeliaceae. Inga underarter finns listade i Catalogue of Life.